# 強忍淚水，總有一天
《強忍淚水，總有一天》（日语：ミセナイナミダハ、きっといつか）是GReeeeN的第15張單曲，於2012年2月29日由NAYUTAWAVE RECORDS發行。

## 概要
單曲距離前作《情書～LOVE LETTER～》發行約3個半月，為GReeeeN於2012年發行的第1張單曲。單曲的「初回限定盤」附送收錄了A面曲《強忍淚水，總有一天》音樂影片的數碼多功能影音光碟和繪本。

## 歌曲
《強忍淚水，總有一天》是一首正面的歌曲，歌詞描述主角在悲傷下仍然咬緊牙關，堅強地向前進發。GReeeeN為這首歌下了以下的註腳：
|  | 新歌《強忍淚水，總有一天》包含了「你的『逞强』十分強大和高尚，一定能成為對某個人的援助」的意思。而且當中的辛酸，將會成為可以引以為傲的事物。 |

這首歌是富士電視台週二晚間九點連續劇《草莓之夜》的主題曲。

## 音樂影片
《強忍淚水，總有一天》的音樂影片是GReeeeN首個以動畫製作的MV，由菊池久志、橋本三郎等人負責製作。MV內容描述一個少女在被邪惡力量支配的世界中，苦於掙扎和勉強自己，去跟該力量抗爭。除了主角少女外，其他角色都不是人類，而是動物等等。故事最後以少女流下的淚水，將世界回復原狀（返（かえ）る，Kaeru）作結。敵方所有士兵都被變成青蛙（蛙（かえる），也是Kaeru）。
動畫原作菊池久志表示他在想這部MV的原案時，是以想描繪從歌中感受到「人類的毅力」為開始的。他又稱將主角少女的感情以表情來表達，是他最留意的地方。

## 排行榜成績
單曲唱片的首周銷量約為2.2萬張，在Oricon公信榜單曲周榜取得第6位。在RIAJ付費音樂下載榜上，《強忍淚水，總有一天》以第2位首次上榜，於次周登上首位。這首歌共連續上榜15星期，落榜前的排名為第92位。

## 收錄歌曲
| CD   | CD                 | CD      | CD   |
| 曲序 | 曲目               | 词曲    | 编曲 |
| ---- | ------------------ | ------- | ---- |
| 1.   | 強忍淚水，總有一天 | GReeeeN | JIN  |
| 2.   | 期待着春天         | GReeeeN | JIN  |

| DVD  | DVD                            |
| 曲序 | 曲目                           |
| ---- | ------------------------------ |
| 1.   | 強忍淚水，總有一天（音樂影片） |

## 外部連結
- UNIVERSAL MUSIC JAPAN （页面存档备份，存于）（日語）